# Charles Balthazar Julien Févret de Saint-Memin
Charles Balthazar Julien Févret de Saint-Mémin (Dijon, 12 mars 1770 - Dijon,  23 juin 1852) est un peintre, portraitiste et érudit français.

## Biographie
Il est le fils de Bénigne-Charles Févret de Saint-Memin (1739 - Cap Français, 1802), marquis, conseiller au Parlement en 1759 dont il démissionne en 1772, grand bailli de Châtillon-sur-Seine, et de Victoire-Marie de Motmans de Port-au-Prince mariés en 1768. 
Entré comme cadet le 1er avril 1784, il est nommé enseigne le 27 avril 1788 aux Gardes-Françaises. Il quitte la France à la Révolution et rejoint l'armée des Princes. Réfugié en Suisse avec ses parents, il y apprend la gravure. Avec ses parents il rejoint le Canada en 1793 puis Philadelphie où sa mère fonde une école de filles. Associé à New York avec l’artiste français Thomas Bluget de Valdenuit (1763-1846), il introduit le portrait au physionotrace aux États-Unis. Il rentre en France en 1814 après avoir laissé plusieurs centaines de portraits au physionotrace dont George Washington, Thomas Jefferson et le chef mandan Sheheke et sa femme Yellow Corn . Il est nommé conservateur du musée de Dijon.
Le musée des beaux-arts de Dijon possède quelques-unes de ses œuvres.